# Thomas Ashton, 2. Baron Ashton of Hyde
Thomas Henry Raymond Ashton, 2. Baron Ashton of Hyde (* 2. Oktober 1901; † 21. März 1983) war ein britischer Peer und Politiker. 

## Leben und Karriere
Er war der zweitgeborene Sohn des Thomas Ashton, 1. Baron Ashton of Hyde. Ashton besuchte das Eton College und studierte anschließend am New College in Oxford. Da sein älterer Bruder bereits 1897 gestorben war, erbte er beim Tod seines Vaters am 1. Mai 1933 dessen Adelstitel als 2. Baron Ashton of Hyde, sowie den damit verbundenen Sitz im House of Lords.
1944 wurde er Friedensrichter und 1957 Deputy Lieutenant von Gloucestershire.
Am hatte er 10. Juni 1925 Marjorie Nell Brookes geheiratet. Sie hatten zusammen zwei Töchter sowie einen Sohn, Thomas John Ashton, der ihn bei seinem Tod am 21. März 1983 als 3. Baron beerbte.